# Tom Shoval
Tom Shoval est un réalisateur israélien né à Petah Tikva en 1981.

## Biographie
Tom Shoval étudie le cinéma à la Sam Spiegel School de Jérusalem. Cinéphile et critique, il réalise plusieurs courts métrages avant de tourner Youth, « histoire de deux frères jumeaux qui échafaudent un kidnapping avec demande de rançon afin de renflouer les dettes contractées par leur père ». Ce premier long métrage sort en France en mars 2014.
Selon Ariel Schweitzer, Tom Shoval « incarne le renouveau d'un cinéma contestataire en Israël, dont les films ont longtemps relégué les questions sociales au second plan, laissant la primauté au conflit israélo-palestinien ».

## Filmographie

### Courts métrages
- 2005 : Ha-Lev Haraev
- 2007 : Petach Tikva
- 2011 : I Will Drink My Tears
- 2012 : Aya
- 2016 : Justification

### Longs métrages
- 2013 : Youth
- 2021 : Chassez tous vos soucis (הסירו דאגה מלִבכם, Hasiru Daaga MeLevavhem)